# Chichli
Chichli là một thị trấn thống kê (census town) của quận Narsimhapur thuộc bang Madhya Pradesh, Ấn Độ.

## Địa lý
Chichli có vị trí 22°50′B 78°49′Đ / 22,83°B 78,82°Đ Nó có độ cao trung bình là 349 mét (1145 foot).

## Nhân khẩu
Theo điều tra dân số năm 2001 của Ấn Độ, Chichli có dân số 9250 người. Phái nam chiếm 53% tổng số dân và phái nữ chiếm 47%. Chichli có tỷ lệ 66% biết đọc biết viết, cao hơn tỷ lệ trung bình toàn quốc là 59,5%: tỷ lệ cho phái nam là 71%, và tỷ lệ cho phái nữ là 59%. Tại Chichli, 15% dân số nhỏ hơn 6 tuổi.